# 愛媛県立野村高等学校
愛媛県立野村高等学校（えひめけんりつのむらこうとうがっこう）は、愛媛県西予市野村町阿下にある高等学校。

## 設置学科
- 全日制
  - 普通科
  - 畜産科

## 沿革
- 1946年（昭和21年） - 東宇和郡東部10カ町村組合立野村農業学校設立認可。
- 1948年（昭和23年） - 愛媛県立農業高等学校に改称。定時制課程新設（中心校を本校・分校を渓筋、横林、土居）。
- 1949年（昭和24年） - 愛媛県立野村高等学校発足。
- 1962年（昭和37年） - 渓筋分校廃止。
- 1970年（昭和45年） - 横林分校廃止。
- 1972年（昭和47年） - 定時制中心校廃止。
- 2010年（平成22年） - 土居分校廃止。

## 出身著名人
- 池田治（弁護士、参議院議員）
- 高岡凡太郎（漫画家）
- 玉春日良二（元大相撲力士）
- 風賢央厳太（大相撲力士）
- 兵頭勲（農学博士、東京都畜産試験場長）